# The Linguini Incident
Pour les articles homonymes, voir Linguini.
Pour plus de détails, voir Fiche technique et Distribution.
The Linguini incident est un film américain de Richard Shepard réalisé en 1991.

## Synopsis
Lucy et Monte, deux employés mécontents travaillant dans un restaurant, se mettent d'accord pour voler leurs patrons...

## Fiche technique
- Titre : The Linguini Incident
- Réalisation : Richard Shepard
- Scénario : Richard Shepard et Tamar Brott
- Musique : Thomas Newman
- Photographie : Robert D. Yeoman
- Montage : Sonya Polonsky
- Production : Patricia Foulkrod, Martin F. Gold, Robert Goodale, Sarah Jackson et Arnold H. Orgolini
- Pays :  États-Unis
- Société de production : Isolar
- Genre : Comédie et film de casse
- Durée : 98 min (États-Unis) ; 105 min (France)
- Dates de sortie : 
  - États-Unis : 1er mai 1991
  - France : 30 octobre 1991

## Distribution
- Rosanna Arquette (VF : Marie Vincent) : Lucy
- David Bowie : Monte
- Eszter Bálint (VF : Déborah Perret) : Vivian
- André Gregory (en): Dante
- Buck Henry : Cecil
- Viveca Lindfors (VF : Paule Emanuele) : Miracle
- Iman : Dali Guest
- Maura Tierney : Cecelia
- Marlee Matlin : Jeanette
- Lewis Arquette : Lewis Joe
- Andrea King : Charlotte

## Sortie
Le film est sorti en VHS en 1992 et en DVD en 2003.

## Accueil critique
Les critiques du film étaient pour la plupart négatives. Empire Magazine a donné au film une étoile sur cinq, la qualifiant de "raté insupportablement long". Variety Magazine a appelé le film "une production sans inspiration, pauvre" et a déploré Bowie dans le rôle principal. La critique du New York Times est positive et approuve le casting du film. TV Guide a donné au film deux étoiles sur cinq.